# Манчини, Джакомо
Джакомо Манчини (итал. Giacomo Mancini; 21 апреля 1916, Козенца, Королевство Италия — 8 апреля 2002, Козенца, Италия) — итальянский юрист и государственный деятель, министр здравоохранения (1963—1964), министр общественных работ Италии (1964—1969).

## Биография
Родился в семье Пьетро Манчини, одного из основателей Итальянской социалистической партии (ИСП). Проходил военную службу в военно-воздушных силах, но когда немцы оккупировали Рим, присоединился к движению Сопротивления. В 1944 г. вступил в подпольную военную организацию в Риме.
После окончания Второй мировой войны он вернулся в Козенцу, с 1947 г. являлся секретарем местной социалистической федерации и с 1948 г. членом национального руководства партии. С 1946 по 1952 г. избирался муниципальным советником Козенцы.
В 1948 г. был избран в Палату депутатов Италии и оставался в ее составе в течение десяти созывов (до 1992 г.).
В январе 1953 г. он был избран региональным секретарем ИСП. В 1956 г., после Венгерских событий (1956), пути итальянских социалистов и коммунистов разошлись, и Пьетро Ненни пропросил Манчини позаботиться об укреплении организационных структур ИСП.
В 1963—1964 гг. занимал пост министра здравоохранения. На этом посту, в частности, преодолев давление со стороны фармацевтической промышленности, ввел бесплатную прививку против полиомиелита. В 1964—1969 гг. с коротким перерывом — министра общественных работ Италии. На этом посту вскрыл коррупцию при проведении строительных работ в Агридженто в 1966 г., а также организовал работы по строительству автомагистрали Салерно-Реджо-Калабрия. Добился того, чтобы она прошла через «свою» Козенцу, а не вдоль побережья. Трасса впоследствии стала известна как «Дорога смерти», и многие автомобилисты до сих пор задаются вопросом, почему она была построена неадекватно. Внес ряд законодательных инициатив, касающихся пресечения незаконного строительства, совершенствования градостроительных норм, принудительного градостроительства и некоторых других вопросов. В августе 1967 г., благодаря его настойчивости и несмотря на сопротивление части христианских-демократов, был принят так называемый «закон о мостах», действие которого продолжалось и после 2010 года.
Был активным борцом за гражданский права, в частности, права на развод. В июне 1969 г. был утвержден заместителем Национального секретаря ИСП. Боролся за отъединение партии с итальянскими социал-демократами, однако не смог добиться успеха. В 1970—1971 гг. занимал пост Национального секретаря ИСП. Постепенно новые лидеры партии Беттино Кракси и Франческо де Мартино, которых он недооценивал, минимизировали его влияние в руководстве ИСП. В то же время даже без поддержки будущего премьер-министра он продолжал переизбираться на пост заместителя Национального секретаря партии. Также был известен своей позицией по защите прав интеллектуалов, обвиняемых в поддержке терроризма, что принципиально расходилось с господствующими взглядами политической элиты страны.
В марте-ноябре 1974 г. — министр по чрезвычайным ситуациям Италии.
Считался одним из влиятельнейших представителей элиты Калабрии. В 1970 г., когда правые экстремисты спровоцировали беспорядки в Реджо-ди-Калабрии, и возникла угроза массовых беспорядков по вопросу того, какой из трех крупных калабрийских городов должен стать региональной столицей, он сыграл ключевую роль в примирении противоборствующих сторон. Катандзаро и Реджио разделили между собой административные учреждения, а Козенца получила «утешительный приз» в виде Университета Калабрии. В 1985—1986 и 1993—2002 гг. избирался мэром Козенцы.
В 1990-е гг. началось его преследование в связи с подозрением относительно связи с местными мафиозными лидерами. И хотя сам политик эти обвинения отмел, но в 1996 г. суд признал его виновным, поскольку другие подсудимые давали показания против него. Год спустя (в июне 1997 г.) Апелляционный суд Реджо-Калабрии 24 июня 1997 года отменил приговор, исходя из нарушения принципа экстерриториальности, новый суд его оправдал, а назначенный процесс обжалования приговора со стороны обвинения, назначенный на июнь 2000 г., так и не начался. После вынесения оправдательного приговора возобновил приостановленную политическую деятельность.
После самороспуска ИСП в 1994 г. создал партию ИСП-«Список Манчини», целью которой было обозначено привнесение ценностей европейского социализма в итальянскую политику. В ходе расследования в 1992 г. обвинений в незаконном финансировании ИСП выступил с убедительными аргументами, выказывающими на виновность Беттино Кракси.
Незадолго до его смерти был создан Фонд Манчини, который должен был сохранить гуманистическое и политическое наследие социализма, и он стал его первым председателем.
В сериале «1992» (2015) режиссера Джузеппе Гальярди в его образе выступил актер Пьетро Бионди.